# جاك باول كلاين
جاك باول كلاين (بالفرنسية: Jacques Paul Klein؛ بالإنجليزية: Jacques Paul Klein) هو دبلوماسي أمريكي وفرنسي، ولد في 9 يناير 1939 في سيليستات في فرنسا.